# Clasificación para el Campeonato Europeo Femenino Sub-19 de la UEFA 2025
La competición de clasificación para el Campeonato Europeo Femenino Sub-19 de la UEFA 2025 es una competición de fútbol femenino Sub-19 que determinará los siete equipos que se unirán a la anfitriona automáticamente clasificada, Polonia, en la fase final del campeonato.
Las jugadoras nacidas a partir del 1 de enero de 2006 son elegibles para participar.

## Formato
Como en las dos últimas temporadas, la clasificación se basará en un formato al estilo de Liga de las Naciones de la UEFA.
Anteriormente el Comité Ejecutivo de la UEFA aprobó un nuevo formato de competición para los Campeonatos de Europa Femeninos Sub-17 y Sub-19 de la UEFA para permitir un mayor desarrollo de las jugadoras juveniles de élite como parte del compromiso continuo de la UEFA con el fútbol femenino.
Para la primera Ronda, los participantes en la competición se dividirán en dos ligas: Liga A (28 equipos) y Liga B (23 equipos), utilizando los coeficientes de clasificación de acuerdo con la ubicación final de grupo obtenida en la competición 2022-23 (Artículo 13.01 del Reglamento).

Primera Ronda o Ronda 1:
- La Ronda 1 de la Liga A tendrá 28 selecciones, divididas en 7 grupos de 4 equipos cada uno, quienes jugarán mini-torneos en una sola sede por grupo; quienes ocupen los últimos lugares de los minitorneos de la liga A descenderán.
- La Ronda 1 de la Liga B tendrá 23 selecciones, divididas en 5 grupos de cuatro equipos y 1 grupo de tres equipos. Los ganadores de cada mini-torneo de la liga B ascenderán.

Segunda Ronda o Ronda 2:
- La Ronda 2 de la Liga A reemplazará a la ex ronda élite, tendrá 28 selecciones, divididas en 7 grupos de 4 equipos cada uno y quienes resulten ganadoras de grupo (y la mejor segunda) se clasificarán para el torneo final. Las selecciones que queden en cuarto lugar descenderán a la Liga B para la Ronda 1 de la próxima edición del torneo.
- La Ronda 2 de la Liga B tendrá 24 selecciones, divididas en 3 grupos de cuatro equipos y 4 grupos de tres equipos. Las 24 selecciones de la Liga B, incluidas las descendidas de la Liga A, competirán por el ascenso.
- Después de la Ronda 2, las ganadoras de los mini-torneos de la liga B ascenderán y los últimos equipos de la liga A descenderán a la Ronda 1 de la próxima edición del torneo.

Fase final:
- Las siete primeras selecciones de la Ronda 2 de la Liga A se clasificarán para la fase final junto a Polonia, la anfitriona.

## Sorteo
El sorteo de la fase de clasificación se llevó a cabo el 7 de junio de 2024, en la sede de la UEFA en Nyon, Suiza.

## Ronda 1
Ya se definieron los países sedes.

### Liga A

#### Grupo A1
País anfitrión (A):  Alemania
| Equipo       | Pts | PJ | PG | PE | PP | GF | GC | Dif | Clasificación    |
| ------------ | --- | -- | -- | -- | -- | -- | -- | --- | ---------------- |
| Alemania (A) | 9   | 3  | 3  | 0  | 0  | 13 | 1  | 12  | Ronda 2 (Liga A) |
| Dinamarca    | 6   | 3  | 2  | 0  | 1  | 5  | 5  | 0   | Ronda 2 (Liga A) |
| Grecia       | 3   | 3  | 1  | 0  | 2  | 2  | 5  | −3  | Ronda 2 (Liga A) |
| Kosovo       | 0   | 3  | 0  | 0  | 3  | 0  | 9  | −3  | Ronda 2 (Liga B) |

| 27 de noviembre de 2024 | Grecia | 0:2 (0:2) | Dinamarca                     | Leichtathletikstadion, Duisburg, Alemania |                         |
| 11:00                   |        | Reporte   | - 7' Aagaard - 31' Vestermark | Árbitra: Ainara Acevedo                   | Árbitra: Ainara Acevedo |

| 27 de noviembre de 2024 | Alemania                                                          | 5:0 (2:0) | Kosovo | Sportschule Wedau, Duisburg, Alemania |                      |
| 14:30                   | - Merino 18' - Portella 26' - Schneider 67', 90+4' - Schetter 89' | Reporte   |        | Árbitra: Réka Molnar                  | Árbitra: Réka Molnar |

| 30 de noviembre de 2024 | Dinamarca                             | 2:0 (1:0) | Kosovo | Leichtathletikstadion, Duisburg, Alemania |                         |
| 11:00                   | - Hoxha 33' (a.g.) - Vestermark 90+1' | Reporte   |        | Árbitra: Ainara Acevedo                   | Árbitra: Ainara Acevedo |

| 30 de noviembre de 2024 | Alemania                        | 3:0 (1:0) | Grecia | Sportschule Wedau, Duisburg, Alemania |                            |
| 14:30                   | - Krüger 22', 50' - Rückert 80' | Reporte   |        | Árbitra: Michaela Pachtova            | Árbitra: Michaela Pachtova |

| 3 de diciembre de 2024 | Dinamarca    | 1:5 (0:4) | Alemania                                                      | Sportschule Wedau, Duisburg, Alemania |                            |
| 14:30                  | - Valvik 51' | Reporte   | - 7', 39' Merino - 24' Scholz - 32' Krüger - 53' (pen.) Boboy | Árbitra: Michaela Pachtova            | Árbitra: Michaela Pachtova |

| 3 de diciembre de 2024 | Kosovo | 0:2 (0:0) | Grecia                         | Leichtathletikstadion, Duisburg, Alemania |                      |
| 14:30                  |        | Reporte   | - 76' Platania - 90+1' Fakinou | Árbitra: Réka Molnar                      | Árbitra: Réka Molnar |

#### Grupo A2
País anfitrión (A):  Portugal
| Equipo              | Pts | PJ | PG | PE | PP | GF | GC | Dif | Clasificación    |
| ------------------- | --- | -- | -- | -- | -- | -- | -- | --- | ---------------- |
| Francia             | 9   | 3  | 3  | 0  | 0  | 16 | 0  | 16  | Ronda 2 (Liga A) |
| Portugal (A)        | 6   | 3  | 2  | 0  | 1  | 5  | 4  | 1   | Ronda 2 (Liga A) |
| Eslovaquia          | 3   | 3  | 1  | 0  | 2  | 4  | 10 | −6  | Ronda 2 (Liga A) |
| Macedonia del Norte | 0   | 3  | 0  | 0  | 3  | 0  | 11 | −11 | Ronda 2 (Liga B) |

| 27 de noviembre de 2024 | Francia                                                      | 4:0 (2:0) | Macedonia del Norte | Municipal da Bela Vista, Parchal, Portugal |                          |
| 16:00                   | - Sierra 5' - Swierot 43' - Mé. Mendy 59' (pen.) - Mendy 86' | Reporte   |                     | Árbitra: Deborah Bianchi                   | Árbitra: Deborah Bianchi |

| 27 de noviembre de 2024 | Eslovaquia | 0:2 (0:0) | Portugal                         | Estadio Algarve, Loulé, Portugal |                               |
| 18:00                   |            | Reporte   | - 60' Brás - 76' (a.g.) Gunišová | Árbitra: Andromachi Tsiofliki    | Árbitra: Andromachi Tsiofliki |

| 30 de noviembre de 2024 | Francia                                                                                             | 8:0 (5:0) | Eslovaquia | Municipal da Bela Vista, Parchal, Portugal |                        |
| 14:00                   | - Effa Effa 22' - Joseph 30', 60' - Swierot 39' - Mendy 41', 57' - Traoré 44' - Bacoul-Juillard 71' | Reporte   |            | Árbitra: Minka Vekkeli                     | Árbitra: Minka Vekkeli |

| 30 de noviembre de 2024 | Portugal                                    | 3:0 (3:0) | Macedonia del Norte | Estadio Algarve, Loulé, Portugal |                               |
| 16:00                   | - Costa 35' - Kaminska 38' - Santiago 45+6' | Reporte   |                     | Árbitra: Andromachi Tsiofliki    | Árbitra: Andromachi Tsiofliki |

| 3 de diciembre de 2024 | Portugal | 0:4 (0:1) | Francia                                                   | Municipal da Bela Vista, Parchal, Portugal |                        |
| 17:00                  |          | Reporte   | - 45+1' Joseph - 65' Traoré - 71' Rouquet - 77' Effa Effa | Árbitra: Minka Vekkeli                     | Árbitra: Minka Vekkeli |

| 3 de diciembre de 2024 | Macedonia del Norte | 0:4 (0:2) | Eslovaquia                                        | Estadio Algarve, Loulé, Portugal |                          |
| 17:00                  |                     | Reporte   | - 8' Horváthová - 18', 31' Straková - 20' Sluková | Árbitra: Deborah Bianchi         | Árbitra: Deborah Bianchi |

#### Grupo A3
País anfitrión (A):  Bulgaria
| Equipo       | Pts | PJ | PG | PE | PP | GF | GC | Dif | Clasificación    |
| ------------ | --- | -- | -- | -- | -- | -- | -- | --- | ---------------- |
| Noruega      | 9   | 3  | 3  | 0  | 0  | 6  | 0  | 6   | Ronda 2 (Liga A) |
| Irlanda      | 6   | 3  | 2  | 0  | 1  | 5  | 2  | 3   | Ronda 2 (Liga A) |
| Finlandia    | 3   | 3  | 1  | 0  | 2  | 5  | 4  | 1   | Ronda 2 (Liga A) |
| Bulgaria (A) | 0   | 3  | 0  | 0  | 3  | 0  | 10 | −10 | Ronda 2 (Liga B) |

| 27 de noviembre de 2024 | Finlandia | 0:1 (0:1) | Noruega              | Albena 1, Albena, Bulgaria |                        |
| 10:00                   |           | Reporte   | - 19' Kerim-Lindland | Árbitra: Katalin Sipos     | Árbitra: Katalin Sipos |

| 27 de noviembre de 2024 | Irlanda                  | 2:0 (1:0) | Bulgaria | Albena 1, Albena, Bulgaria |                       |
| 13:30                   | - Healy 43' - Sena 90+3' | Reporte   |          | Árbitra: Rasa Grigonė      | Árbitra: Rasa Grigonė |

| 30 de noviembre de 2024 | Irlanda                       | 3:1 (2:1) | Finlandia     | Albena 1, Albena, Bulgaria |                       |
| 10:00                   | - O'Leary 36' - Sena 42', 77' | Reporte   | - 18' Ulenius | Árbitra: Merima Čelik      | Árbitra: Merima Čelik |

| 30 de noviembre de 2024 | Noruega                                                      | 4:0 (2:0) | Bulgaria | Albena 1, Albena, Bulgaria |                        |
| 13:30                   | - Alfredsen 19' - Pettersen 21' - Buberg 50' - Ludvigsen 72' | Reporte   |          | Árbitra: Katalin Sipos     | Árbitra: Katalin Sipos |

| 3 de diciembre de 2024 | Noruega         | 1:0 (1:0) | Irlanda | Estadio Druzhba, Dobrich, Bulgaria |                       |
| 13:00                  | - Alfredsen 11' | Reporte   |         | Árbitra: Merima Čelik              | Árbitra: Merima Čelik |

| 3 de diciembre de 2024 | Bulgaria | 0:4 (0:3) | Finlandia                         | Albena 1, Albena, Bulgaria |                       |
| 13:00                  |          | Reporte   | - 8', 53' Ulenius - 9', 44' Råtts | Árbitra: Rasa Grigonė      | Árbitra: Rasa Grigonė |

#### Grupo A4
País anfitrión (A):  Polonia
| Equipo      | Pts | PJ | PG | PE | PP | GF | GC | Dif | Clasificación    |
| ----------- | --- | -- | -- | -- | -- | -- | -- | --- | ---------------- |
| Italia      | 6   | 3  | 2  | 0  | 1  | 12 | 2  | 10  | Ronda 2 (Liga A) |
| Polonia (A) | 6   | 3  | 2  | 0  | 1  | 10 | 2  | 8   | Ronda 2 (Liga A) |
| Inglaterra  | 6   | 3  | 2  | 0  | 1  | 3  | 2  | 1   | Ronda 2 (Liga A) |
| Turquía     | 0   | 3  | 0  | 0  | 3  | 1  | 20 | −19 | Ronda 2 (Liga B) |

| 27 de noviembre de 2024 | Italia                   | 2:1 (2:1) | Polonia        | MOSIR Brzeg, Brzeg, Polonia |                          |
| 12:00                   | - Cimò 6' - Sciabica 14' | Reporte   | - 8' Piekarska | Árbitra: Jelena Pejković    | Árbitra: Jelena Pejković |

| 27 de noviembre de 2024 | Inglaterra                 | 2:1 (0:1) | Turquía     | Estadio Miejski en Nysie, Nysa, Polonia |                          |
| 14:00                   | - Agyemang 56' - Baker 89' | Reporte   | - 33' Temel | Árbitra: Silvia Domingos                | Árbitra: Silvia Domingos |

| 30 de noviembre de 2024 | Polonia                                                                                              | 8:0 (4:0) | Turquía | Estadio Miejski en Nysie, Nysa, Polonia |                          |
| 12:00                   | - Piekarska 4' - Bogucka 23' - Flis 36' - Zielińska 39' - Sikora 66' - Guzik 68' - Gutowska 75', 89' | Reporte   |         | Árbitra: Jelena Pejković                | Árbitra: Jelena Pejković |

| 30 de noviembre de 2024 | Inglaterra | 1:0 (1:0) | Italia | MOSIR Brzeg, Brzeg, Polonia |                             |
| 13:00                   | - Dent 15' | Reporte   |        | Árbitra: Kristina Georgieva | Árbitra: Kristina Georgieva |

| 3 de diciembre de 2024 | Polonia          | 1:0 (1:0) | Inglaterra | MOSIR Brzeg, Brzeg, Polonia |                             |
| 13:00                  | - Grzywińska 15' | Reporte   |            | Árbitra: Kristina Georgieva | Árbitra: Kristina Georgieva |

| 3 de diciembre de 2024 | Turquía | 0:10 (0:5) | Italia | Estadio Miejski en Nysie, Nysa, Polonia |                          |
| 13:00                  |         | Reporte    | - 5', 48', 76', 78' Tironi - 26' Ferraresi - 33' Fadda - 36' Pizzuti - 42' Perselli - 58' (a.g.) Tıraş - 62' Testa | Árbitra: Silvia Domingos                | Árbitra: Silvia Domingos |

#### Grupo A5
País anfitrión (A):  Serbia
| Equipo          | Pts | PJ | PG | PE | PP | GF | GC | Dif | Clasificación    |
| --------------- | --- | -- | -- | -- | -- | -- | -- | --- | ---------------- |
| Austria (A)     | 7   | 3  | 2  | 1  | 0  | 9  | 1  | 8   | Ronda 2 (Liga A) |
| República Checa | 5   | 3  | 1  | 2  | 0  | 4  | 0  | 4   | Ronda 2 (Liga A) |
| Serbia          | 4   | 3  | 1  | 1  | 1  | 6  | 3  | 3   | Ronda 2 (Liga A) |
| Islas Feroe     | 0   | 3  | 0  | 0  | 3  | 2  | 17 | −15 | Ronda 2 (Liga B) |

| 27 de noviembre de 2024 | República Checa | 0:0     | Austria | Sports Center of FA of Serbia, Stara Pazova, Serbia |                       |
| 11:00                   |                 | Reporte |         | Árbitra: Lotta Vuorio                               | Árbitra: Lotta Vuorio |

| 27 de noviembre de 2024 | Serbia                                                                        | 6:1 (5:1) | Islas Feroe            | Sports Center of FA of Serbia, Stara Pazova, Serbia |                       |
| 14:00                   | - Nikolić 2' - Maljković 5' - Tešnjak 8', 27' - Milovanović 45+3' - Kocić 81' | Reporte   | - 11' Zakariasardóttir | Árbitra: Deborah Anex                               | Árbitra: Deborah Anex |

| 30 de noviembre de 2024 | Austria                                                                     | 7:1 (2:0) | Islas Feroe       | Sports Center of FA of Serbia, Stara Pazova, Serbia |                       |
| 11:00                   | - Sisic 26', 59', 82' - Herbst 44' - Adamu 54' - Illinger 63' - Höcherl 70' | Reporte   | - 61' Ernstdóttir | Árbitra: Lotta Vuorio                               | Árbitra: Lotta Vuorio |

| 30 de noviembre de 2024 | Serbia | 0:0     | República Checa | Sports Center of FA of Serbia, Stara Pazova, Serbia |                        |
| 14:00                   |        | Reporte |                 | Árbitra: Abigail Byrne                              | Árbitra: Abigail Byrne |

| 3 de diciembre de 2024 | Austria                               | 2:0 (1:0) | Serbia | Sports Center of FA of Serbia, Stara Pazova, Serbia |                        |
| 13:00                  | - Gutmann 41' (pen.) - Fankhauser 63' | Reporte   |        | Árbitra: Abigail Byrne                              | Árbitra: Abigail Byrne |

| 3 de diciembre de 2024 | Islas Feroe | 0:4 (0:4) | República Checa                                           | Sports Center of FA of Serbia, Stara Pazova, Serbia |                       |
| 13:00                  |             | Reporte   | - 21' Krejčová - 23' Trachtová - 42' Krůtová - 45' Jakubů | Árbitra: Deborah Anex                               | Árbitra: Deborah Anex |

#### Grupo A6
País anfitrión (A):  España
| Equipo            | Pts | PJ | PG | PE | PP | GF | GC | Dif | Clasificación    |
| ----------------- | --- | -- | -- | -- | -- | -- | -- | --- | ---------------- |
| España (A)        | 9   | 3  | 3  | 0  | 0  | 15 | 0  | 15  | Ronda 2 (Liga A) |
| Bélgica           | 4   | 3  | 1  | 1  | 1  | 3  | 8  | −5  | Ronda 2 (Liga A) |
| Islandia          | 2   | 3  | 0  | 2  | 1  | 2  | 5  | −3  | Ronda 2 (Liga A) |
| Irlanda del Norte | 1   | 3  | 0  | 1  | 2  | 2  | 9  | −7  | Ronda 2 (Liga B) |

| 27 de noviembre de 2024 | España                                                                 | 6:0 (1:0) | Irlanda del Norte | Estadio Pinatar, Murcia, España |                           |
| 12:00                   | - Segura 38' - Arques 50' - Marisa 53' - Cubo 62' - Cerrato 66', 90+4' | Reporte   |                   | Árbitra: Michalina Diakow       | Árbitra: Michalina Diakow |

| 27 de noviembre de 2024 | Islandia           | 1:1 (1:0) | Bélgica          | Estadio Pinatar, Murcia, España |                          |
| 18:00                   | - Sveinsdóttir 40' | Reporte   | - 90+5' Reynders | Árbitra: Karoline Wacker        | Árbitra: Karoline Wacker |

| 30 de noviembre de 2024 | España                               | 3:0 (3:0) | Islandia | Estadio Pinatar, Murcia, España |                       |
| 12:00                   | - Librán 8' - Agote 24' - Segura 26' | Reporte   |          | Árbitra: Sabina Bolic           | Árbitra: Sabina Bolic |

| 30 de noviembre de 2024 | Bélgica             | 2:1 (1:1) | Irlanda del Norte | Estadio Pinatar, Murcia, España |                          |
| 18:00                   | - Verhoeven 4', 47' | Reporte   | - 45' Loughran    | Árbitra: Karoline Wacker        | Árbitra: Karoline Wacker |

| 3 de diciembre de 2024 | Bélgica | 0:6 (0:1) | España                                                             | Estadio Pinatar, Murcia, España |                       |
| 12:00                  |         | Reporte   | - 42', 57', 81' Gómez - 62' Agote - 74' (a.g.) Heyman - 90+1' Cubo | Árbitra: Sabina Bolic           | Árbitra: Sabina Bolic |

| 3 de diciembre de 2024 | Irlanda del Norte | 1:1 (0:0) | Islandia            | Estadio Pinatar (N° 5), Murcia, España |                           |
| 12:00                  | - Boothroyd 84'   | Reporte   | - 87' Tryggvadóttir | Árbitra: Michalina Diakow              | Árbitra: Michalina Diakow |

#### Grupo A7
País anfitrión (A):  Hungría
| Equipo       | Pts | PJ | PG | PE | PP | GF | GC | Dif | Clasificación    |
| ------------ | --- | -- | -- | -- | -- | -- | -- | --- | ---------------- |
| Países Bajos | 6   | 3  | 2  | 0  | 1  | 11 | 4  | 7   | Ronda 2 (Liga A) |
| Suecia       | 6   | 3  | 2  | 0  | 1  | 7  | 3  | 4   | Ronda 2 (Liga A) |
| Escocia (A)  | 6   | 3  | 2  | 0  | 1  | 8  | 7  | 1   | Ronda 2 (Liga A) |
| Hungría      | 0   | 3  | 0  | 0  | 3  | 1  | 13 | −12 | Ronda 2 (Liga B) |

| 27 de noviembre de 2024 | Hungría     | 1:5 (0:2) | Suecia                                                                 | Globall Football Park, Telki, Hungría |                          |
| 13:00                   | - Sinka 53' | Reporte   | - 33' Hultbäck - 44' Jensen - 60' Schröder - 72' Larsson - 75' Sjödahl | Árbitra: Miriama Bočková              | Árbitra: Miriama Bočková |

| 27 de noviembre de 2024 | Países Bajos                                                                                    | 6:3 (3:3) | Escocia               | Globall Football Park, Telki, Hungría |                              |
| 16:00                   | - van Hensbergen 4', 23' - Oude Elberink 45+3' - Ivens 80' - Verdaasdonk 84' - van Koppen 90+4' | Reporte   | - 27', 32', 41' Berry | Árbitra: Ana Maria Terteleac          | Árbitra: Ana Maria Terteleac |

| 30 de noviembre de 2024 | Países Bajos                                                                             | 5:0 (3:0) | Hungría | Globall Football Park, Telki, Hungría |                         |
| 16:00                   | - Ivens 2' - van Koppen 15' - Nyul 19' (a.g.) - van Hensbergen 74' (pen.) - van Vugt 94' | Reporte   |         | Árbitra: Emanuela Rusta               | Árbitra: Emanuela Rusta |

| 30 de noviembre de 2024 | Suecia         | 1:2 (0:1) | Escocia                       | Globall Football Park, Telki, Hungría |                          |
| 13:00                   | - Schröder 78' | Reporte   | - 10' Forrest - 55' Greenwood | Árbitra: Miriama Bočková              | Árbitra: Miriama Bočková |

| 3 de diciembre de 2024 | Suecia         | 1:0 (1:0) | Países Bajos | Globall Football Park (Nro. 2), Telki, Hungría |                         |
| 13:00                  | - Schröder 29' | Reporte   |              | Árbitra: Emanuela Rusta                        | Árbitra: Emanuela Rusta |

| 3 de diciembre de 2024 | Escocia                      | 3:0 (2:0) | Hungría | Globall Football Park, Telki, Hungría |                              |
| 13:00                  | - Berry 6', 78' - Morran 17' | Reporte   |         | Árbitra: Ana Maria Terteleac          | Árbitra: Ana Maria Terteleac |

### Liga B

#### Grupo B1
País anfitrión (A):  Albania
| Equipo      | Pts | PJ | PG | PE | PP | GF | GC | Dif | Clasificación    |
| ----------- | --- | -- | -- | -- | -- | -- | -- | --- | ---------------- |
| Bielorrusia | 9   | 3  | 3  | 0  | 0  | 16 | 1  | 15  | Ronda 2 (Liga A) |
| Albania (A) | 6   | 3  | 2  | 0  | 1  | 6  | 3  | 3   | Ronda 2 (Liga B) |
| Montenegro  | 3   | 3  | 1  | 0  | 2  | 6  | 6  | 0   | Ronda 2 (Liga B) |
| Moldavia    | 0   | 3  | 0  | 0  | 3  | 0  | 18 | −18 | Ronda 2 (Liga B) |

| 27 de noviembre de 2024 | Montenegro   | 1:2 (0:1) | Albania               | Arena Kombëtare, Tirana, Albania |                         |
| 13:30                   | - Doknić 48' | Reporte   | - 30' Qose - 68' Ndoj | Árbitra: Laura Mauricio          | Árbitra: Laura Mauricio |

| 27 de noviembre de 2024 | Bielorrusia                                                                               | 10:0 (4:0) | Moldavia | Football House Albania, Tirana, Albania |                         |
| 14:30                   | - Kavaliova 4', 12', 55', 64', 67', 80' - Kaliuta 7', 48', 83' (pen.) - Yatsynovich 45+2' | Reporte    |          | Árbitra: Jana Van Laere                 | Árbitra: Jana Van Laere |

| 30 de noviembre de 2024 | Bielorrusia                                                | 4:0 (2:0) | Montenegro | Football House Albania, Tirana, Albania |                        |
| 11:00                   | - Kaliuta 5' (pen.), 84' - Kavaliova 12' - Yatsynovich 87' | Reporte   |            | Árbitra: Galiya Echeva                  | Árbitra: Galiya Echeva |

| 30 de noviembre de 2024 | Albania                                | 3:0 (2:0) | Moldavia | Arena Kombëtare, Tirana, Albania |                         |
| 11:00                   | - Vata 6' - Burac 38' (a.g) - Ndoj 52' | Reporte   |          | Árbitra: Laura Mauricio          | Árbitra: Laura Mauricio |

| 3 de diciembre de 2024 | Albania    | 1:2 (0:1) | Bielorrusia                       | Arena Kombëtare, Tirana, Albania |                        |
| 13:30                  | - Vasa 89' | Reporte   | - 27' Putsykovich - 83' Kavaliova | Árbitra: Galiya Echeva           | Árbitra: Galiya Echeva |

| 3 de diciembre de 2024 | Moldavia | 0:5 (0:5) | Montenegro                                                       | Football House Albania, Tirana, Albania |                         |
| 13:30                  |          | Reporte   | - 13' Radevic - 16', 44' Milović - 40' Tomašević - 45+1' Bojanić | Árbitra: Jana Van Laere                 | Árbitra: Jana Van Laere |

#### Grupo B2
País anfitrión (A):  Rumania
| Equipo        | Pts | PJ | PG | PE | PP | GF | GC | Dif | Clasificación    |
| ------------- | --- | -- | -- | -- | -- | -- | -- | --- | ---------------- |
| Rumania (A)   | 5   | 3  | 1  | 2  | 0  | 14 | 2  | 12  | Ronda 2 (Liga A) |
| Letonia       | 5   | 3  | 1  | 2  | 0  | 5  | 2  | 3   | Ronda 2 (Liga B) |
| Kazajistán    | 5   | 3  | 1  | 2  | 0  | 7  | 0  | 7   | Ronda 2 (Liga B) |
| Liechtenstein | 0   | 3  | 0  | 0  | 3  | 0  | 22 | −22 | Ronda 2 (Liga B) |

| 27 de noviembre de 2024 | Kazajistán | 0:0     | Letonia | Football Centre FRF, Buftea, Rumania |                            |
| 10:00                   |            | Reporte |         | Árbitra: Ioanna Allayiotou           | Árbitra: Ioanna Allayiotou |

| 27 de noviembre de 2024 | Rumania | 12:0 (5:0) | Liechtenstein | Stadionul Mogoșoaia, Mogoșoaia, Rumania |                              |
| 14:00                   | - Savu 13' - Menard 16' - Niculescu 20' - Stancu 22' (pen.), 71', 75', 78', 90+1' - Szoke 27' - Ouatu 79' - Dincă-Vuia 89' - Șova 90+3' | Reporte    |               | Árbitra: Maïka Vanderstichel            | Árbitra: Maïka Vanderstichel |

| 30 de noviembre de 2024 | Letonia                                    | 3:0 (1:0) | Liechtenstein | Football Centre FRF, Buftea, Rumania |                            |
| 10:00                   | - Punga 17' - Baltrušaite 83' - Cīrule 84' | Reporte   |               | Árbitra: Ioanna Allayiotou           | Árbitra: Ioanna Allayiotou |

| 30 de noviembre de 2024 | Rumania | 0:0     | Kazajistán | Stadionul Mogoșoaia, Mogoșoaia, Rumania |                            |
| 14:00                   |         | Reporte |            | Árbitra: Jelena Medjedovic              | Árbitra: Jelena Medjedovic |

| 3 de diciembre de 2024 | Letonia                 | 2:2 (1:0) | Rumania                           | Stadionul Mogoșoaia, Mogoșoaia, Rumania |                            |
| 11:00                  | - Upīte 25' - Punga 57' | Reporte   | - 49' Niculescu - 90+5' Trandafir | Árbitra: Jelena Medjedovic              | Árbitra: Jelena Medjedovic |

| 3 de diciembre de 2024 | Liechtenstein | 0:7 (0:4) | Kazajistán                                                                   | Football Centre FRF, Buftea, Rumania |                              |
| 11:00                  |               | Reporte   | - 9', 39' Popova - 14' (pen.), 66', 71' Aldanazar - 38', 86' (pen.) Lozukova | Árbitra: Maïka Vanderstichel         | Árbitra: Maïka Vanderstichel |

#### Grupo B3
País anfitrión (A):  Bosnia y Herzegovina
| Equipo                   | Pts | PJ | PG | PE | PP | GF | GC | Dif | Clasificación    |
| ------------------------ | --- | -- | -- | -- | -- | -- | -- | --- | ---------------- |
| Gales                    | 9   | 3  | 3  | 0  | 0  | 10 | 1  | +9  | Ronda 2 (Liga A) |
| Georgia                  | 6   | 3  | 2  | 0  | 1  | 5  | 4  | +1  | Ronda 2 (Liga B) |
| Bosnia y Herzegovina (A) | 3   | 3  | 1  | 0  | 2  | 6  | 3  | +3  | Ronda 2 (Liga B) |
| Lituania                 | 0   | 3  | 0  | 0  | 3  | 0  | 13 | −13 | Ronda 2 (Liga B) |

| 26 de noviembre de 2024 | Bosnia y Herzegovina | 0:1 (0:1) | Georgia        | Ugljevik City Stadium, Ugljevik, Bosnia y Herzegovina |                      |
| 13:00                   |                      | Reporte   | - 3' Metonidze | Árbitra: Cansu Tryak                                  | Árbitra: Cansu Tryak |

| 26 de noviembre de 2024 | Lituania | 0:4 (0:2) | Gales                                    | Stadium Etno Selo Stanišići, Bijeljina, Bosnia y Herzegovina |                       |
| 13:00                   |          | Reporte   | - 39', 55', 72' Francis - 45+3' Scarlett | Árbitra: Reelika Turi                                        | Árbitra: Reelika Turi |

| 29 de noviembre de 2024 | Bosnia y Herzegovina                                               | 5:0 (2:0) | Lituania | Stadium Etno Selo Stanišići, Bijeljina, Bosnia y Herzegovina |                                |
| 13:00                   | - Dizdarević 11', 23' - Garibija 17' - Bratović 22' - Rankić 90+3' | Reporte   |          | Árbitra: Karoline Marie Jensen                               | Árbitra: Karoline Marie Jensen |

| 29 de noviembre de 2024 | Gales                                                                | 4:0 (2:0) | Georgia | Ugljevik City Stadium, Ugljevik, Bosnia y Herzegovina |                       |
| 13:00                   | - Salisbury-Williams 38' - Em. Cole 45+3' - Bowen 62' - Scarlett 66' | Reporte   |         | Árbitra: Reelika Turi                                 | Árbitra: Reelika Turi |

| 2 de diciembre de 2024 | Gales                  | 2:1 (2:0) | Bosnia y Herzegovina | Ugljevik City Stadium, Ugljevik, Bosnia y Herzegovina |                                |
| 13:00                  | - Francis 1' - Lee 15' | Reporte   | - 55' Garibija       | Árbitra: Karoline Marie Jensen                        | Árbitra: Karoline Marie Jensen |

| 2 de diciembre de 2024 | Georgia                                                                 | 4:0 (3:0) | Lituania | Stadium Etno Selo Stanišići, Bijeljina, Bosnia y Herzegovina |                      |
| 13:00                  | - Kankia 31' (pen.) - Khelashvili 43' - Bukhrikidze 45+4' (pen.), 90+3' | Reporte   |          | Árbitra: Cansu Tryak                                         | Árbitra: Cansu Tryak |

#### Grupo B4
País anfitrión (A):  Croacia
| Equipo      | Pts | PJ | PG | PE | PP | GF | GC | Dif | Clasificación    |
| ----------- | --- | -- | -- | -- | -- | -- | -- | --- | ---------------- |
| Eslovenia   | 9   | 3  | 3  | 0  | 0  | 11 | 1  | 10  | Ronda 2 (Liga A) |
| Croacia (A) | 6   | 3  | 2  | 0  | 1  | 4  | 1  | 3   | Ronda 2 (Liga B) |
| Luxemburgo  | 3   | 3  | 1  | 0  | 2  | 3  | 5  | −2  | Ronda 2 (Liga B) |
| Malta       | 0   | 3  | 0  | 0  | 3  | 1  | 12 | −11 | Ronda 2 (Liga B) |

| 27 de noviembre de 2024 | Eslovenia                                                                                       | 7:0 (3:0) | Malta | Stadion Lučko, Lučko, Croacia |                        |
| 12:00                   | - Trošt 2' - Gerbec 9' - Medić 45' - Kern 76' - Micallef 80' (a.g.) - Omerzu 84' - Špiler 90+4' | Reporte   |       | Árbitra: Audrey Gerbel        | Árbitra: Audrey Gerbel |

| 27 de noviembre de 2024 | Luxemburgo | 0:1 (0:1) | Croacia           | Stadion Sv. Josip Radnik, Sesvete, Croacia |                              |
| 13:00                   |            | Reporte   | - 45+2' Vlajčević | Árbitra: Charlotte Carpenter               | Árbitra: Charlotte Carpenter |

| 30 de noviembre de 2024 | Eslovenia                                   | 3:1 (1:1) | Luxemburgo      | Ivan Laljak-Ivić Stadium, Zaprešić, Croacia |                            |
| 12:00                   | - Testen 35' (pen.) - Kern 85' - Omerza 89' | Reporte   | - 42' Marinelli | Árbitra: Briet Bragadottir                  | Árbitra: Briet Bragadottir |

| 30 de noviembre de 2024 | Croacia                                 | 3:0 (1:0) | Malta | Stadion Lučko, Lučko, Croacia |                              |
| 13:00                   | - Vlajčević 4' (pen.), 80' - Grdiša 71' | Reporte   |       | Árbitra: Charlotte Carpenter  | Árbitra: Charlotte Carpenter |

| 3 de diciembre de 2024 | Croacia | 0:1 (0:0) | Eslovenia   | Ivan Laljak-Ivić Stadium, Zaprešić, Croacia |                            |
| 13:00                  |         | Reporte   | - 71' Medić | Árbitra: Briet Bragadottir                  | Árbitra: Briet Bragadottir |

| 3 de diciembre de 2024 | Malta          | 1:2 (1:0) | Luxemburgo                 | Stadion Sv. Josip Radnik, Sesvete, Croacia |                        |
| 13:00                  | - Al Girbi 32' | Reporte   | - 59' Schmit - 77' Borruso | Árbitra: Audrey Gerbel                     | Árbitra: Audrey Gerbel |

#### Grupo B5
País anfitrión (A):  Chipre
| Equipo     | Pts | PJ | PG | PE | PP | GF | GC | Dif | Clasificación    |
| ---------- | --- | -- | -- | -- | -- | -- | -- | --- | ---------------- |
| Suiza      | 9   | 3  | 3  | 0  | 0  | 13 | 0  | +13 | Ronda 2 (Liga A) |
| Estonia    | 6   | 3  | 2  | 0  | 1  | 6  | 2  | +4  | Ronda 2 (Liga B) |
| Chipre (A) | 3   | 3  | 1  | 0  | 2  | 3  | 6  | -3  | Ronda 2 (Liga B) |
| Azerbaiyán | 0   | 3  | 0  | 0  | 3  | 0  | 14 | −14 | Ronda 2 (Liga B) |

| 26 de noviembre de 2024 | Suiza                                                                                 | 8:0 (2:0) | Azerbaiyán | Kouklia Community Stadium, Kouklia, Chipre |                           |
| 10:00                   | - Ragusa 3', 68' - Stoob 39' - Mece 46' - J. Egli 51', 64' - Kamber 77' - L. Egli 90' | Reporte   |            | Árbitra: Kristina Kozoroh                  | Árbitra: Kristina Kozoroh |

| 26 de noviembre de 2024 | Chipre | 0:3 (0:1) | Estonia                       | Estadio Stelios Kyriakides, Pafos, Chipre |                         |
| 13:30                   |        | Reporte   | - 42', 67' Jotkina - 74' Kurg | Árbitra: Ifeoma Kulmala                   | Árbitra: Ifeoma Kulmala |

| 29 de noviembre de 2024 | Suiza                               | 3:0 (0:0) | Chipre | Estadio Stelios Kyriakides, Pafos, Chipre |                           |
| 10:00                   | - Dysli 70' - Kamber 79' - Mece 86' | Reporte   |        | Árbitra: Aleksandra Česen                 | Árbitra: Aleksandra Česen |

| 29 de noviembre de 2024 | Estonia                                        | 3:0 (1:0) | Azerbaiyán | Kouklia Community Stadium, Kouklia, Chipre |                         |
| 10:00                   | - Tamm 11' - Jotkina 63' (pen.) - Vapper 90+1' | Reporte   |            | Árbitra: Ifeoma Kulmala                    | Árbitra: Ifeoma Kulmala |

| 2 de diciembre de 2024 | Estonia | 0:2 (0:1) | Suiza                            | Kouklia Community Stadium, Kouklia, Chipre |                           |
| 10:00                  |         | Reporte   | - 17' L. Egli - 59' Klingenstein | Árbitra: Aleksandra Česen                  | Árbitra: Aleksandra Česen |

| 2 de diciembre de 2024 | Azerbaiyán | 0:3 (0:2) | Chipre                                        | Estadio Municipal de Peyia, Peyia, Chipre |                           |
| 10:00                  |            | Reporte   | - 12' Mcbeth - 41' (pen.) Cusick - 82' Mylona | Árbitra: Kristina Kozoroh                 | Árbitra: Kristina Kozoroh |

#### Grupo B6
País anfitrión (A):  Armenia
| Equipo      | Pts | PJ | PG | PE | PP | GF | GC | Dif | Clasificación    |
| ----------- | --- | -- | -- | -- | -- | -- | -- | --- | ---------------- |
| Ucrania     | 4   | 2  | 1  | 1  | 0  | 3  | 1  | +2  | Ronda 2 (Liga A) |
| Israel      | 4   | 2  | 1  | 1  | 0  | 3  | 1  | +2  | Ronda 2 (Liga B) |
| Armenia (A) | 0   | 2  | 0  | 0  | 2  | 0  | 4  | -4  | Ronda 2 (Liga B) |

| 26 de noviembre de 2024 | Armenia | 0:2 (0:1) | Ucrania                          | Estadio de la Academia, Ereván, Armenia |                               |
| 12:00                   |         | Reporte   | - Stakhniuk 27' - Ptytsyna 90+2' | Árbitra: Tatyana Sorokopudova           | Árbitra: Tatyana Sorokopudova |

| 29 de noviembre de 2024 | Ucrania                 | 1:1 (0:0) | Israel       | Estadio de la Academia, Ereván, Armenia |                               |
| 12:00                   | - Zaborovets 72' (pen.) | Reporte   | - 50' Workou | Árbitra: Eglantina Pjetrushaj           | Árbitra: Eglantina Pjetrushaj |

| 2 de diciembre de 2024 | Israel                 | 2:0 (1:0) | Armenia | Estadio de la Academia, Ereván, Armenia |                         |
| 12:00                  | - Workou 8' - Biru 49' | Reporte   |         | Árbitra: Vanja Jankovic                 | Árbitra: Vanja Jankovic |

### Ranking de los segundos puestos
Para determinar al mejor subcampeón, sólo se tienen en cuenta los resultados de los subcampeones frente al primer y tercer clasificado de su grupo.
Clasificación definitiva de segundos de grupo tras los partidos disputados en la Primera Ronda de la Liga B:
| Pos. | Grupo | Equipo  | PJ | PG | PE | PP | GF | GC | DG | Pts | Clasificación    |
| ---- | ----- | ------- | -- | -- | -- | -- | -- | -- | -- | --- | ---------------- |
| 1    | B6    | Israel  | 2  | 1  | 1  | 0  | 3  | 1  | 2  | 4   | Ronda 2 (Liga A) |
| 2    | B5    | Estonia | 2  | 1  | 0  | 1  | 3  | 2  | 1  | 3   | Ronda 2 (Liga B) |
| 3    | B1    | Albania | 2  | 1  | 0  | 1  | 3  | 3  | 0  | 3   | Ronda 2 (Liga B) |
| 4    | B4    | Croacia | 2  | 1  | 0  | 1  | 1  | 1  | 0  | 3   | Ronda 2 (Liga B) |
| 5    | B3    | Georgia | 2  | 1  | 0  | 1  | 1  | 4  | −3 | 3   | Ronda 2 (Liga B) |
| 6    | B2    | Letonia | 2  | 0  | 2  | 0  | 2  | 2  | 0  | 2   | Ronda 2 (Liga B) |

## Ronda 2
Los 21 equipos de la Ronda 1 de la Liga A y los 7 equipos de la Ronda 2 de la Liga B (seis ganadores de grupo y el mejor segundo clasificado) se sortean en siete grupos de cuatro equipos. 
Como la Liga B tiene tres grupos con solo 3 equipos, solo los puntos de los ganadores de cada grupo en la Liga B contra los equipos que queden en segundo y tercer lugar se transferirán a la ronda 2. Todos los ganadores de grupo y el mejor segundo lugar se clasificarán automáticamente en el bombo D.
Los equipos se clasifican según sus resultados en la ronda 1 (Artículo 15.01 del Reglamento).

### Sorteo
El sorteo se llevó a cabo el 6 de diciembre de 2024.

### Liga A

#### Grupo A1
País anfitrión (A):  Países Bajos

| Equipo           | PJ | PG | PE | PP | GF | GC | Dif | Pts | Clasificación |
| ---------------- | -- | -- | -- | -- | -- | -- | --- | --- | ------------- |
| Países Bajos (A) | 3  | 3  | 0  | 0  | 11 | 0  | +11 | 9   | Fase Final    |
| Dinamarca        | 3  | 2  | 0  | 1  | 4  | 2  | +2  | 6   |               |
| Grecia           | 3  | 1  | 0  | 2  | 4  | 7  | -3  | 3   |               |
| Rumania          | 3  | 0  | 0  | 3  | 0  | 10 | -7  | 0   | Liga B        |

| 2 de abril de 2025 | Países Bajos                                                        | 5:0 (4:0) | Rumania | Stadion De Langeleegte, Veendam, Países Bajos |                         |
| 17:00              | - van Hensbergen 31' (pen.), 45', 45+2' - Weiman 41' - Zuidberg 48' | Reporte   |         | Árbitra: Sofik Torosyan                       | Árbitra: Sofik Torosyan |

| 2 de abril de 2025 | Grecia         | 1:2 (0:0) | Dinamarca                      | Stadion Marsdijk, Assen, Países Bajos |                          |
| 17:00              | - Platania 56' | Reporte   | - 58' Antvorskov - 68' Aagaard | Árbitra: Miriama Bočková              | Árbitra: Miriama Bočková |

| 5 de abril de 2025 | Dinamarca                 | 2:0 (1:0) | Rumania | Stadion De Langeleegte, Veendam, Países Bajos |                          |
| 10:00              | - Aagaard 22' - Højer 79' | Reporte   |         | Árbitra: Miriama Bočková                      | Árbitra: Miriama Bočková |

| 5 de abril de 2025 | Países Bajos                                                        | 5:0 (5:0) | Grecia | Stadion Marsdijk, Assen, Países Bajos |                       |
| 14:00              | - van Egmond 11', 30' - Ivens 19' - van Hensbergen 32' - Weiman 39' | Reporte   |        | Árbitra: Merima Čelik                 | Árbitra: Merima Čelik |

| 8 de abril de 2025 | Dinamarca | 0:1     | Países Bajos   | Stadion De Langeleegte, Veendam, Países Bajos |                       |
| 17:00              |           | Reporte | A.Weerelts 52' | Árbitra: Merima Čelik                         | Árbitra: Merima Čelik |

| 8 de abril de 2025 | Rumania | 0:3     | Grecia                                                         | Stadion Marsdijk, Assen, Países Bajos |                         |
| 17:00              |         | Reporte | M.E.Mougiou 13' I.Tzourtzevits 25' A.Fakinou 54 K.Platania 64' | Árbitra: Sofik Torosyan               | Árbitra: Sofik Torosyan |

#### Grupo A2
País anfitrión (A):  Portugal

| Equipo           | PJ | PG | PE | PP | GF | GC | Dif | Pts | Clasificación |
| ---------------- | -- | -- | -- | -- | -- | -- | --- | --- | ------------- |
| Portugal (A) (C) | 3  | 2  | 1  | 0  | 8  | 2  | +6  | 7   | Fase Final    |
| Noruega          | 3  | 2  | 1  | 0  | 3  | 1  | +2  | 7   |               |
| Islandia         | 3  | 1  | 0  | 2  | 4  | 4  | 0   | 3   |               |
| Eslovenia (D)    | 3  | 0  | 0  | 3  | 2  | 10 | -8  | 0   | Liga B        |

| 2 de abril de 2025 | Noruega      | 1:0 (0:0) | Eslovenia | Estádio do Real SC, Queluz, Portugal |                         |
| 15:30              | - Warvik 81' | Reporte   |           | Árbitra: Jana Van Laere              | Árbitra: Jana Van Laere |

| 2 de abril de 2025 | Islandia | 0:2 (0:1) | Portugal           | Estadio Nacional do Jamor, Oeiras, Portugal |                             |
| 18:30              |          | Reporte   | - 42', 58' Correia | Árbitra: Nanna Løf Andersen                 | Árbitra: Nanna Løf Andersen |

| 5 de abril de 2025 | Noruega      | 1:0 (1:0) | Islandia | Estadio Nacional do Jamor, Oeiras, Portugal |                            |
| 16:00              | - Dorsin 15' | Reporte   |          | Árbitra: Michaela Pachtova                  | Árbitra: Michaela Pachtova |

| 5 de abril de 2025 | Portugal                                                 | 5:1 (2:0) | Eslovenia     | Cidade do Futebol, Oeiras, Portugal |                             |
| 19:00              | - Marques 3', 8' - Guedes 53' - Costa 56' - Santiago 72' | Reporte   | - 82' Kršljin | Árbitra: Nanna Løf Andersen         | Árbitra: Nanna Løf Andersen |

| 8 de abril de 2025 | Portugal     | 1:1 (0:1) | Noruega         | Cidade do Futebol, Oeiras, Portugal |                            |
| 17:00              | - Guedes 76' | Reporte   | - 15' Nigårdsøy | Árbitra: Michaela Pachtova          | Árbitra: Michaela Pachtova |

| 8 de abril de 2025 | Eslovenia     | 1:4 (0:1) | Islandia                                                               | Estadio Nacional do Jamor, Oeiras, Portugal |                         |
| 17:00              | - Dolinar 50' | Reporte   | - 4' Jónsdóttir - 59' van Bemmel - 83' Halldórsdóttir - 87' Jónsdóttir | Árbitra: Jana Van Laere                     | Árbitra: Jana Van Laere |

(D):Descendido (C):Clasificado

#### Grupo A3
País anfitrión (A):  Inglaterra

| Equipo             | PJ | PG | PE | PP | GF | GC | Dif | Pts | Clasificación |
| ------------------ | -- | -- | -- | -- | -- | -- | --- | --- | ------------- |
| Inglaterra (A) (C) | 3  | 3  | 0  | 0  | 21 | 1  | +20 | 9   | Fase Final    |
| Austria            | 3  | 2  | 0  | 1  | 7  | 6  | +1  | 6   |               |
| Bélgica            | 3  | 1  | 0  | 2  | 5  | 10 | -5  | 3   |               |
| Ucrania (D)        | 3  | 0  | 0  | 3  | 1  | 17 | -16 | 0   | Liga B        |

| 2 de abril de 2025 | Inglaterra                                                | 6:0 (3:0) | Bélgica | St George's Park - Pitch 4, Burton upon Trent, Inglaterra |                        |
| 15:00              | - Lia 3', 25' - Baker 18' (pen.) - Harbert 82' - Gale 90' | Reporte   |         | Árbitra: Galiya Echeva                                    | Árbitra: Galiya Echeva |

| 2 de abril de 2025 | Austria | 3:0 w/o | Ucrania | St George's Park - Pitch 4, Burton upon Trent, Inglaterra |                       |
| 19:30              |         | Reporte |         | Árbitra: Jelena Kumer                                     | Árbitra: Jelena Kumer |

| 5 de abril de 2025 | Austria       | 1:5 (1:3) | Inglaterra                                                 | St George's Park - Pitch 5, Burton upon Trent, Inglaterra |                       |
| 15:00              | - Gutmann 13' | Reporte   | - 5' Baker - 9' Newell - 43' Lia - 56' Agyemang - 78' Gale | Árbitra: Lotta Vuorio                                     | Árbitra: Lotta Vuorio |

| 5 de abril de 2025 | Bélgica                                        | 4:1 (2:0) | Ucrania          | St George's Park - Pitch 4, Burton upon Trent, Inglaterra |                        |
| 19:30              | - Hermans 22' - Verhoeven 29', 68' - Priem 85' | Reporte   | - 60' Zaborovets | Árbitra: Galiya Echeva                                    | Árbitra: Galiya Echeva |

| 8 de abril de 2025 | Bélgica      | 1:3 (1:0) | Austria                    | St George's Park - Pitch 4, Burton upon Trent, Inglaterra |                       |
| 15:00              | - Hubaut 36' | Reporte   | - 65' Rapf - 69' 72' Sisic | Árbitra: Lotta Vuorio                                     | Árbitra: Lotta Vuorio |

| 8 de abril de 2025 | Ucrania | 0:10 (0:6) | Inglaterra                                                                                    | St George's Park - Pitch 6, Burton upon Trent, Inglaterra |                       |
| 15:00              |         | Reporte    | - 2', 9' (pen.), 79' Brown - 26' Gale - 33', 39', 46', 59' Ademiluyi - 45+1' Baker - 51' Reid | Árbitra: Jelena Kumer                                     | Árbitra: Jelena Kumer |

(D): Descendido (C): Clasificado

#### Grupo A4
País anfitrión (A):  Italia

| Equipo         | PJ | PG | PE | PP | GF | GC | Dif | Pts | Clasificación |
| -------------- | -- | -- | -- | -- | -- | -- | --- | --- | ------------- |
| Italia (A) (C) | 3  | 2  | 1  | 0  | 13 | 2  | +11 | 7   | Fase Final    |
| Suecia         | 3  | 2  | 1  | 0  | 4  | 0  | +4  | 7   |               |
| Bielorrusia    | 3  | 0  | 1  | 2  | 2  | 9  | -7  | 1   |               |
| Eslovaquia (D) | 3  | 0  | 1  | 2  | 2  | 10 | -9  | 1   | Liga B        |

| 2 de abril de 2025 | Eslovaquia | 0:3 (0:2) | Suecia                                  | Estadio Tullo Morgagni, Forlì, Italia |                       |
| 12:00              |            | Reporte   | - 18' Stojanovska - 41', 90+1' Schröder | Árbitra: Kirsty Dowle                 | Árbitra: Kirsty Dowle |

| 2 de abril de 2025 | Italia                                                                               | 7:1 (3:0) | Bielorrusia    | Estadio Valentino Mazzola, Santarcangelo di Romagna, Italia |                      |
| 15:00              | - Pellegrino Cimò 22', 30' - Ventriglia 27', 76', 90+5' - Pizzuti 64' - Perselli 68' | Reporte   | - 81' Imkhovik | Árbitra: Zoe Stavrou                                        | Árbitra: Zoe Stavrou |

| 5 de abril de 2025 | Suecia         | 1:0 (1:0) | Bielorrusia | Estadio Municipal, Castel San Pietro Terme,Italia |                       |
| 12:00              | - Schröder 34' | Reporte   |             | Árbitra: Kirsty Dowle                             | Árbitra: Kirsty Dowle |

| 5 de abril de 2025 | Italia                                                    | 6:1 (5:1) | Eslovaquia       | Estadio Valentino Mazzola, Santarcangelo di Romagna, Italia |                              |
| 15:00              | - Sciabica 4' - Zamboni 7', 11', 18', 58' - Ferraresi 42' | Reporte   | - 50' Krumlíková | Árbitra: Maïka Vanderstichel                                | Árbitra: Maïka Vanderstichel |

| 8 de abril de 2025 | Suecia | 0:0     | Italia | Estadio Tullo Morgagni, Forlì, Italia |                              |
| 15:00              |        | Reporte |        | Árbitra: Maïka Vanderstichel          | Árbitra: Maïka Vanderstichel |

| 8 de abril de 2025 | Bielorrusia       | 1:1 (0:0) | Eslovaquia       | Estadio Municipal, Castel San Pietro Terme,Italia |                      |
| 15:00              | - Siniauskaya 48' | Reporte   | - 78' Kramlíková | Árbitra: Zoe Stavrou                              | Árbitra: Zoe Stavrou |

(D):Descendido (C):Clasificado

#### Grupo A5
País anfitrión (A):  Escocia

| Equipo              | PJ | PG | PE | PP | GF | GC | Dif | Pts | Clasificación |
| ------------------- | -- | -- | -- | -- | -- | -- | --- | --- | ------------- |
| España (C)          | 3  | 3  | 0  | 0  | 17 | 0  | +17 | 9   | Fase Final    |
| Suiza               | 3  | 2  | 0  | 1  | 5  | 3  | +2  | 6   |               |
| Escocia (A)         | 3  | 1  | 0  | 2  | 4  | 8  | -4  | 3   |               |
| República Checa (D) | 3  | 0  | 0  | 3  | 0  | 15 | -15 | 0   | Liga B        |

| 2 de abril de 2025 | España                             | 3:0 (1:0) | Suiza | Estadio Broadwood, Cumbernauld, Escocia |                        |
| 12:00              | - Librán 45+1' (pen.) - Marisa 55' | Reporte   |       | Árbitra: Audrey Gerbel                  | Árbitra: Audrey Gerbel |

| 2 de abril de 2025 | Escocia                                        | 4:0 (3:0) | República Checa | Estadio Broadwood, Cumbernauld, Escocia |                                 |
| 16:30              | - Connolly-Jackson 19', 90' - Berry 43', 45+1' | Reporte   |                 | Árbitra: Katarzyna Lisiecka-Sęk         | Árbitra: Katarzyna Lisiecka-Sęk |

| 5 de abril de 2025 | España                                   | 4:0 (3:0) | Escocia | Community Sports Complex, Kirkintilloch, Escocia |                          |
| 12:00              | - Pau 22', 45+1', 45+4' - Serrajordi 64' | Reporte   |         | Árbitra: Karoline Wacker                         | Árbitra: Karoline Wacker |

| 5 de abril de 2025 | República Checa | 0:1 (0:0) | Suiza      | Community Sports Complex, Kirkintilloch, Escocia |                                 |
| 16:30              |                 | Reporte   | - 56' Egli | Árbitra: Katarzyna Lisiecka-Sęk                  | Árbitra: Katarzyna Lisiecka-Sęk |

| 8 de abril de 2025 | República Checa | 0:10 (0:3) | España | Estadio Broadwood, Cumbernauld, Escocia |                          |
| 16:00              |                 | Reporte    | - 33' Moreno - 37' Cubo - 41' (pen), 65' Segura - 54' Marisa - 74' Cerrato - 84', 90+3' Agote - 86' Serrajordi - 90+1' Noemí | Árbitra: Karoline Wacker                | Árbitra: Karoline Wacker |

| 8 de abril de 2025 | Suiza                                      | 4:0 (1:0) | Escocia | Estadio Falkirk, Falkirk, Escocia |                        |
| 16:00              | - Keller 8' - Wandeler 58', 78' - Egli 76' | Reporte   |         | Árbitra: Audrey Gerbel            | Árbitra: Audrey Gerbel |

(D):Descendido (C):Clasificado

#### Grupo A6
País anfitrión (A):  Gales

| Equipo      | PJ | PG | PE | PP | GF | GC | Dif | Pts | Clasificación |
| ----------- | -- | -- | -- | -- | -- | -- | --- | --- | ------------- |
| Francia (C) | 3  | 3  | 0  | 0  | 7  | 4  | +3  | 9   | Fase Final    |
| Gales (A)   | 3  | 1  | 1  | 1  | 2  | 2  | 0   | 4   |               |
| Irlanda     | 3  | 1  | 0  | 2  | 2  | 3  | -1  | 3   |               |
| Serbia (D)  | 3  | 0  | 1  | 2  | 4  | 6  | -2  | 1   | Liga B        |

| 2 de abril de 2025 | Serbia | 0:1     | Irlanda          | Estadio Ynys Park, Port Talbot |                       |
| 13:00              |        | Reporte | - Fitzgerald 74' | Árbitra: Deborah Anex          | Árbitra: Deborah Anex |

| 2 de abril de 2025 | Francia       | 1:0     | Gales | Parque Stebonheath, Llanelli  |                               |
| 17:00              | - Rouquet 37' | Reporte |       | Árbitra: Anastasia Mylopoulou | Árbitra: Anastasia Mylopoulou |

| 5 de abril de 2025 | Irlanda | 0:1     | Gales           | Parque Stebonheath, Llanelli |                       |
| 13:00              |         | Reporte | M.Griffiths 28' | Árbitra: Deborah Anex        | Árbitra: Deborah Anex |

| 5 de abril de 2025 | Francia                                   | 4:3     | Serbia                                      | Campo de entrenamiento de Old Road, Briton Ferry |                       |
| 17:00              | M.Mendy 76' J.Swierot 85' C.Effa Effa 89' | Reporte | A.Nikolic 12' M.Cingelic 35' M.Ninkovic 71' | Árbitra: Rasa Grigonė                            | Árbitra: Rasa Grigonė |

| 8 de abril de 2025 | Irlanda       | 1:2     | Francia                 | Estadio Ynys Park, Port Talbot |                       |
| 15:00              | A.Brennan 22' | Reporte | M.Mendy J.Rouquet 90+3' | Árbitra: Rasa Grigonė          | Árbitra: Rasa Grigonė |

| 8 de abril de 2025 | Gales     | 1:1     | Serbia       | Parque Stebonheath, Llanelli  |                               |
| 15:00              | O.Francis | Reporte | N.Uvalin 10' | Árbitra: Anastasia Mylopoulou | Árbitra: Anastasia Mylopoulou |

(D):Descendido (C):Clasificado

#### Grupo A7
País anfitrión (A):  Polonia

| Equipo          | PJ | PG | PE | PP | GF | GC | Dif | Pts | Clasificación |
| --------------- | -- | -- | -- | -- | -- | -- | --- | --- | ------------- |
| Polonia (A) (C) | 3  | 2  | 0  | 1  | 8  | 2  | +6  | 6   | Fase Final    |
| Alemania        | 3  | 2  | 0  | 1  | 4  | 2  | +2  | 6   |               |
| Finlandia       | 3  | 2  | 0  | 1  | 4  | 2  | +2  | 6   |               |
| Israel (D)      | 3  | 0  | 0  | 3  | 1  | 11 | -10 | 0   | Liga B        |

| 2 de abril de 2025 | Finlandia   | 1:0     | Polonia | Stadion Miejski w Inowrocławiu, Inowrocław, Polonia |                        |
| 12:00              | - Mäkelä 9' | Reporte |         | Árbitra: Olivia Tschon                              | Árbitra: Olivia Tschon |

| 2 de abril de 2025 | Alemania                       | 2:0     | Israel | Stadium im. G. Duneckiego, Toruń, Polonia |                        |
| 14:00              | - Schneider 45+3' - Hünten 67' | Reporte |        | Árbitra: Emily Heaslip                    | Árbitra: Emily Heaslip |

| 5 de abril de 2025 | Polonia                                                                                                | 6:0     | Israel | Stadium im. G. Duneckiego, Toruń, Polonia |                        |
| 12:00              | - K.Wyrwas 3' - P.Guzik - J.Gutowska 36' - I.Sikora 70' - K.Flis 83' - G.Lewicka 87' - J.Langosz 90+2' | Reporte |        | Árbitra: Olivia Tschon                    | Árbitra: Olivia Tschon |

| 5 de abril de 2025 | Alemania        | 1:0     | Finlandia | Stadion Miejski w Inowrocławiu, Inowrocław, Polonia |                              |
| 14:00              | - R.Ruckert 58' | Reporte |           | Árbitra: Ana Maria Terteleac                        | Árbitra: Ana Maria Terteleac |

| 8 de abril de 2025 | Polonia                        | 2:1     | Alemania            | Estadio Zdzisław Krzyszkowiak, Bydgoszcz, Polonia |                              |
| 12:00              | - O.Lapinska 62' - Z.Witek 78' | Reporte | E.Wallrabenstein 8' | Árbitra: Ana Maria Terteleac                      | Árbitra: Ana Maria Terteleac |

| 8 de abril de 2025 | Israel       | 1:3     | Finlandia            | Centrum Sportu w Sicienku, Sicienko, Polonia |                        |
| 12:00              | - O.Biru 59' | Reporte | - T.Ratts 8' 13' 77' | Árbitra: Emily Heaslip                       | Árbitra: Emily Heaslip |

(D): Descendido (C): Clasificado

### Liga B

#### Grupo B1
País anfitrión (A):  Bulgaria

| Equipo           | PJ | PG | PE | PP | GF | GC | Dif | Pts | Clasificación |
| ---------------- | -- | -- | -- | -- | -- | -- | --- | --- | ------------- |
| Bulgaria (A) (C) | 3  | 3  | 0  | 0  | 12 | 1  | +11 | 9   | Liga A        |
| Luxemburgo       | 3  | 1  | 1  | 1  | 11 | 4  | +7  | 4   |               |
| Georgia          | 3  | 1  | 1  | 1  | 4  | 3  | +1  | 4   |               |
| Liechtenstein    | 3  | 0  | 0  | 3  | 0  | 19 | -19 | 0   |               |

| 2 de abril de 2025 | Bulgaria                                           | 7:0     | Liechtenstein | Estadio Albena 1, Albena |                        |
| 10:00              | - M.Petrova 12' 20' 38' 82' 90+1' - P.Demirova 81' | Reporte |               | Árbitra: Elena Gobjila   | Árbitra: Elena Gobjila |

| 2 de abril de 2025 | Luxemburgo   | 1:1     | Georgia            | Estadio Albena 1, Albena |                      |
| 15:00              | - A.Miny 71' | Reporte | - N.Chkhetiani 39' | Árbitra: Melek Dakan     | Árbitra: Melek Dakan |

| 5 de abril de 2025 | Bulgaria                                          | 3:0     | Luxemburgo | Estadio Albena 1, Albena    |                             |
| 10:00              | - S.Naydenova 45' - B.Demirova 67' - V.Genova 84' | Reporte |            | Árbitra: Milica Milovanovic | Árbitra: Milica Milovanovic |

| 5 de abril de 2025 | Georgia          | 2:0     | Liechtenstein | Estadio Albena 1, Albena |                      |
| 15:00              | L.Kankia 15' 77' | Reporte |               | Árbitra: Melek Dakan     | Árbitra: Melek Dakan |

| 8 de abril de 2025 | Georgia           | 1:2     | Bulgaria                  | Estadio Spartak (Varna), Varna (Bulgaria) |                             |
| 11:00              | L.Gogaladze 90+1' | Reporte | P.Demirova E.Kamenova 82' | Árbitra: Milica Milovanovic               | Árbitra: Milica Milovanovic |

| 8 de abril de 2025 | Liechtenstein | 0:10    | Luxemburgo | Estadio Albena 1, Albena |                        |
| 11:00              |               | Reporte | - J.Berdy 10' - G.Merlevede 20' - V.Villegas 31' 39' 69' - A.Miny - B. Silva Moreira 47' 53' - L. Alves 50' 57' - D. Da Veiga 74' | Árbitra: Elena Gobjila   | Árbitra: Elena Gobjila |

(C):Clasificado

#### Grupo B2
País anfitrión (A):  Moldavia

| Equipo          | PJ | PG | PE | PP | GF | GC | Dif | Pts | Clasificación |
| --------------- | -- | -- | -- | -- | -- | -- | --- | --- | ------------- |
| Islas Feroe (C) | 3  | 2  | 1  | 0  | 11 | 2  | +9  | 7   | Liga A        |
| Estonia         | 3  | 2  | 1  | 0  | 7  | 3  | +4  | 7   |               |
| Chipre          | 3  | 1  | 0  | 1  | 5  | 4  | +1  | 3   |               |
| Moldavia (A)    | 3  | 0  | 0  | 3  | 1  | 15 | -14 | 0   |               |

| 1 de abril de 2025 | Islas Feroe                                                                                    | 7:0     | Moldavia | Estadio Central Nisporeni, Nisporeni |                             |
| 12:00              | - S.Ersntsdottir 22' 49' - B.Zakariassardottir 32' 40' 71' - E.Dalheim 36' - H.Mikkelsen 90+1' | Reporte |          | Árbitra: Farida Lutfaliyeva          | Árbitra: Farida Lutfaliyeva |

| 1 de abril de 2025 | Chipre | 0:2     | Estonia                      | Complejo Deportivo Regional Orhei, Orhei |                               |
| 12:00              |        | Reporte | - J.Mirjam 3' - A.Juksar 30' | Árbitra: Eglantina Pjetrushaj            | Árbitra: Eglantina Pjetrushaj |

| 4 de abril de 2025 | Islas Feroe                              | 2:0     | Chipre | Complejo Deportivo Regional Orhei, Orhei |                          |
| 12:00              | - B.Zakariasardottir 11' - E.Dalheim 56' | Reporte |        | Árbitra: Sofiya Prychyna                 | Árbitra: Sofiya Prychyna |

| 4 de abril de 2025 | Estonia                                      | 3:1     | Moldavia           | Estadio Central Nisporeni, Nisporeni |                               |
| 12:00              | - T.Komarovskiy 9' - A.Kelli - A.Jotkina 23' | Reporte | - M.Tihounciuc 61' | Árbitra: Eglantina Pjetrushaj        | Árbitra: Eglantina Pjetrushaj |

| 7 de abril de 2025 | Estonia             | 2:2     | Islas Feroe                                  | Complejo Deportivo Regional Orhei, Orhei |                          |
| 12:00              | - A.Jotkina 12' 26' | Reporte | - B.Zakariasardottir 65' - H.Mikkelsen 90+1' | Árbitra: Sofiya Prychyna                 | Árbitra: Sofiya Prychyna |

| 7 de abril de 2025 | Moldavia | 0:5     | Chipre                                                     | Estadio Central Nisporeni, Nisporeni |                             |
| 12:00              |          | Reporte | - S.V. Mcbeth 5' - A.Petkovski 32' - A.Tsoukka 54' 60' 65' | Árbitra: Farida Lutfaliyeva          | Árbitra: Farida Lutfaliyeva |

(C):Clasificada

#### Grupo B3
País anfitrión (A):  Malta

| Equipo     | PJ | PG | PE | PP | GF | GC | Dif | Pts | Clasificación |
| ---------- | -- | -- | -- | -- | -- | -- | --- | --- | ------------- |
| Kosovo (C) | 3  | 3  | 0  | 0  | 12 | 1  | +11 | 9   | Liga A        |
| Letonia    | 3  | 1  | 1  | 1  | 4  | 6  | -2  | 4   |               |
| Malta (A)  | 3  | 0  | 2  | 0  | 1  | 7  | -6  | 2   |               |
| Kazajistán | 3  | 0  | 1  | 2  | 2  | 5  | -3  | 1   |               |

| 1 de abril de 2025 | Kosovo                                                               | 6:0     | Malta | Estadio Centenary, Ta' Qali |                           |
| 11:00              | - E.Paci 21' 42' 70' - O.Maqastena 39' - R.Kallaba 57' - B.Zogaj 89' | Reporte |       | Árbitra: Kristina Kozoroh   | Árbitra: Kristina Kozoroh |

| 1 de abril de 2025 | Kazajistán     | 1:3     | Letonia                                           | Estadio Centenary, Ta' Qali |                         |
| 14:30              | - A.Beibut 77' | Reporte | - A.Ansone 12' - P.Dzene 24' - E.Jaunslaviete 64' | Árbitra: Vanja Jankovic     | Árbitra: Vanja Jankovic |

| 4 de abril de 2025 | Kosovo                          | 2:1     | Kazajistán                      | Estadio Centenary, Ta' Qali |                         |
| 11:00              | - S.Berisha - O.Masqatena 90+8' | Reporte | - Z.Aissapar 32' - K.Botabek 89 | Árbitra: Wendy Gijsbers     | Árbitra: Wendy Gijsbers |

| 4 de abril de 2025 | Letonia       | 1:1     | Malta              | Estadio Centenary, Ta' Qali |                         |
| 14:30              | - P.Dzene 48' | Reporte | - M.L.Azzopardi 8' | Árbitra: Vanja Jankovic     | Árbitra: Vanja Jankovic |

| 7 de abril de 2025 | Malta | 0:0     | Kazajistán | Estadio Centenary, Ta' Qali |                           |
| 11:00              |       | Reporte |            | Árbitra: Kristina Kozoroh   | Árbitra: Kristina Kozoroh |

| 7 de abril de 2025 | Letonia | 0:4     | Kosovo                                                         | Estadio Centenary, Ta' Qali |                         |
| 14:30              |         | Reporte | - A.Shabani 36' - R.Orana 42' - E.Paci 59' - O.Maqastena 90+4' | Árbitra: Wendy Gijsbers     | Árbitra: Wendy Gijsbers |

(C):Clasificado

#### Grupo B4
País anfitrión (A):  Albania

| Equipo                | PJ | PG | PE | PP | GF | GC | Dif | Pts | Clasificación |
| --------------------- | -- | -- | -- | -- | -- | -- | --- | --- | ------------- |
| Irlanda del Norte (C) | 3  | 3  | 0  | 0  | 12 | 0  | 12  | 9   | Liga A        |
| Montenegro            | 3  | 2  | 0  | 1  | 4  | 5  | -1  | 6   |               |
| Albania (A)           | 3  | 1  | 0  | 2  | 5  | 7  | -2  | 3   |               |
| Azerbaiyán            | 3  | 0  | 0  | 3  | 1  | 10 | -9  | 0   |               |

| 18 de febrero de 2025 | Irlanda del Norte                                 | 4:0 (2:0) | Azerbaiyán | Football House Albania, Tirana, Albania |                          |
| 11:30                 | - Conway 10', 51' - Sweetlove 42' - Boothroyd 58' | Reporte   |            | Árbitra: Roxana Recorean                | Árbitra: Roxana Recorean |

| 18 de febrero de 2025 | Montenegro                           | 2:1 (2:1) | Albania    | Elbasan Arena, Elbasan, Albania |                           |
| 14:30                 | - Čađenović 18' (pen.) - Osmajić 25' | Reporte   | - Ndoj 16' | Árbitra: Martina Molinaro       | Árbitra: Martina Molinaro |

| 21 de febrero de 2025 | Irlanda del Norte                     | 3:0 (0:0) | Montenegro | Football House Albania, Tirana, Albania |                               |
| 11:30                 | - Keenan 58' - Kerr 68' - Maguire 80' | Reporte   |            | Árbitra: Filipa Pereira Cunha           | Árbitra: Filipa Pereira Cunha |

| 21 de febrero de 2025 | Albania                         | 4:0 (1:0) | Azerbaiyán | Arena Egnatia, Rrogozhinë, Albania |                           |
| 14:30                 | - Ndoj 23', 47' - Vasa 56', 70' | Reporte   |            | Árbitra: Martina Molinaro          | Árbitra: Martina Molinaro |

| 24 de febrero de 2025 | Albania | 0:5     | Irlanda del Norte                                                   | Elbasan Arena, Elbasan, Albania |                               |
| 14:30                 |         | Reporte | - Kerr 3', 34' (pen.) - Gargan 50' - Boothroyd 78' - Ferreira 90+4' | Árbitra: Filipa Pereira Cunha   | Árbitra: Filipa Pereira Cunha |

| 24 de febrero de 2025 | Azerbaiyán     | 1:2     | Montenegro                    | Football House Albania, Tirana, Albania |                          |
| 14:30                 | - Ziyadova 66' | Reporte | - Čađenović 8' - Nikčević 68' | Árbitra: Roxana Recorean                | Árbitra: Roxana Recorean |

(C):Clasificado

#### Grupo B5
País anfitrión (A):  Croacia

| Equipo              | PJ | PG | PE | PP | GF | GC | Dif | Pts | Clasificación |
| ------------------- | -- | -- | -- | -- | -- | -- | --- | --- | ------------- |
| Croacia (A) (C)     | 3  | 3  | 0  | 0  | 12 | 0  | +12 | 9   | Liga A        |
| Macedonia del Norte | 3  | 1  | 1  | 1  | 2  | 3  | -1  | 4   |               |
| Lituania            | 3  | 1  | 0  | 2  | 4  | 6  | -2  | 3   |               |
| Armenia             | 3  | 0  | 1  | 2  | 2  | 11 | -9  | 1   |               |

| 1 de abril de 2025 | Armenia | 0:6     | Croacia                                                                           | Estadio Branko Čavlović-Čavlek, Karlovac |                                |
| 12:30              |         | Reporte | - R.Yeitsyan 2' - P.Petkovic 5' 58' - G.Prkacin 38' - M.Gavric 55' - A.Grdisa 84' | Árbitra: Karoline Marie Jensen           | Árbitra: Karoline Marie Jensen |

| 1 de abril de 2025 | Macedonia del Norte | 1:0     | Lituania | Estadio Lučko, Lučko      |                           |
| 16:30              | - J.Sapaite 90+2'   | Reporte |          | Árbitra: Marisca Overtoom | Árbitra: Marisca Overtoom |

| 4 de abril de 2025 | Croacia                                           | 4:0     | Lituania | Estadio Branko Čavlović-Čavlek, Karlovac |                                |
| 12:30              | - A.Andriuskeviciute 17' - P.Petkovic 30' 33' 52' | Reporte |          | Árbitra: Karoline Marie Jensen           | Árbitra: Karoline Marie Jensen |

| 4 de abril de 2025 | Macedonia del Norte | 1:1     | Armenia          | Estadio Lučko, Lučko     |                          |
| 16:30              | - A.Ilievska 63'    | Reporte | - M.Sayadyan 67' | Árbitra: Joanna Vassallo | Árbitra: Joanna Vassallo |

| 7 de abril de 2025 | Croacia                         | 2:0     | Macedonia del Norte | Estadio Branko Čavlović-Čavlek, Karlovac |                          |
| 12:30              | - S.Veseli 13' - P.Petkovic 74' | Reporte |                     | Árbitra: Joanna Vassallo                 | Árbitra: Joanna Vassallo |

| 7 de abril de 2025 | Lituania                                                    | 4:1     | Armenia           | Estadio Lučko, Lučko      |                           |
| 12:30              | - A.Petkeviciute 17' 83' - A.Streckyte 49' - K.Mazelyte 78' | Reporte | - I.Nersesian 80' | Árbitra: Marisca Overtoom | Árbitra: Marisca Overtoom |

(C):Clasificado

#### Grupo B6
País anfitrión (A):  Hungría

| Equipo               | PJ | PG | PE | PP | GF | GC | Dif | Pts | Clasificación |
| -------------------- | -- | -- | -- | -- | -- | -- | --- | --- | ------------- |
| Turquía (C)          | 2  | 1  | 1  | 0  | 1  | 0  | +1  | 0   | Liga A        |
| Hungría (A)          | 2  | 1  | 0  | 1  | 2  | 2  | 0   | 0   |               |
| Bosnia y Herzegovina | 2  | 0  | 1  | 1  | 1  | 2  | -1  | 0   |               |

| 2 de abril de 2025 | Hungría | 0:1     | Turquía       | Parque de fútbol global, Telki |                          |
| 15:00              |         | Reporte | - S.Temel 59' | Árbitra: Louise Thompson       | Árbitra: Louise Thompson |

| 5 de abril de 2025 | Turquía | 0:0     | Bosnia y Herzegovina | Parque de fútbol global, Telki |                      |
| 15:00              |         | Reporte |                      | Árbitra: Rita Vehapi           | Árbitra: Rita Vehapi |

| 8 de abril de 2025 | Bosnia y Herzegovina | 1:2     | Hungría                      | Parque de fútbol global, Telki |                            |
| 15:00              | - N.Bric 66'         | Reporte | - V.Nemeth 31' - S.Koszo 43' | Árbitra: Briet Bragadottir     | Árbitra: Briet Bragadottir |

(C):Clasificado